# Bruno Pezzey
Bruno Pezzey (3 de fevereiro de 1955 - 31 de dezembro de 1994) foi um futebolista austríaco. Ele competiu na Copa do Mundo FIFA de 1982, sediada na Espanha, na qual a seleção de seu país terminou na oitava colocação dentre os 24 participantes.